# Hôtel d'Oléon-Boysseulh
L'hôtel d'Oléon-Boysseulh ou hôtel de Robineau de Beaulieu, est un hôtel particulier situé 13, rue Roux-Alphéran à Aix-en-Provence. 

## Histoire
Hôtel construit au XVIIIe siècle.

## Protection
Le monument fait l'objet d'une inscription partielle, d'un classement partiel et d'une protection totale au titre des monuments historiques depuis 1980.